# Matteo 7

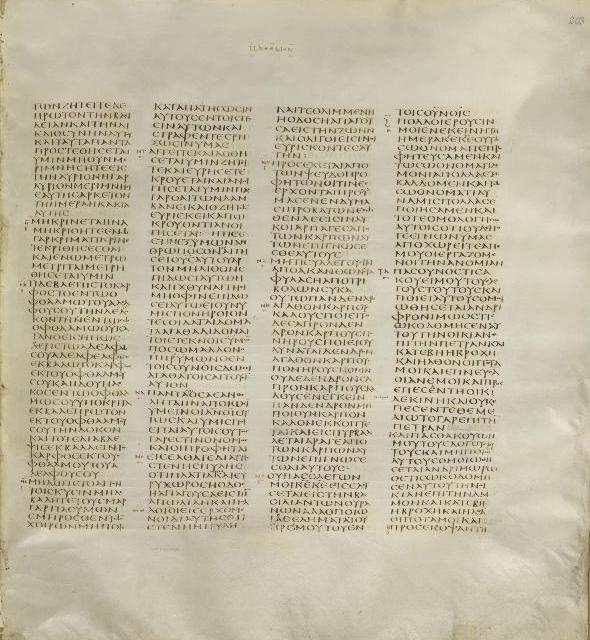
Matteo 6,32-7,27 dal Codex Sinaiticus (c. 330-360).

Matteo 7 è il settimo capitolo del vangelo secondo Matteo nel Nuovo Testamento. Il capitolo è l'ultimo dei tre che contiene il discorso della montagna.

## Testo
Il testo originale era scritto in greco antico. Il capitolo è diviso in 29 versetti.

### Testimonianze scritte
Tra le principali testimonianze documentali di questo capitolo vi sono:
- Codex Vaticanus (~325–350; completo)
- Codex Sinaiticus (~330–360; completo)
- Codex Washingtonianus (~400)
- Codex Ephraemi Rescriptus (~450; versetti 6-29)

## Analisi
Nell'analisi di John Wesley del discorso della montagna, il capitolo 5 rappresenta "la summa di tutta la vera religione", permettendo al capitolo 6 di esporre nel dettaglio "le regole per una giusta intenzione per preservare tutte le nostre azioni senza mischiarle a desideri terreni o a cure ansiose per ogni necessità della vita"; il capitolo 7 da invece disposizioni sulle "precauzioni contro i principali ostacoli alla religione". Nel capitolo sono affrontati diversi temi, coi versetti 1-12 che si occupano del giudizio e del discernimento. Matteo 7,1-5 si riferisce alla parabola della pagliuzza e la trave, che ha un parallelismo in Luca 6,47-42. In Matteo 7,7 Gesù ritorna al soggetto della preghiera, promettendo che Dio risponderà alle preghiere. I versetti 7,13 e 14 contengono l'analogia dalla strada larga e quella stretta che spiega quanto sia facile finire nella dannazione. 7,15 continua il tema del giudizio ed aggiunge il guardarsi dai falsi profeti, ripetendo parte delle parole dette da Giovanni Battista nel capitolo 3.
Il capitolo termina con la parabola della casa costruita sulla roccia nei versetti Matteo 7,24–27, che ha un parallelismo in Luca 6,46-49.

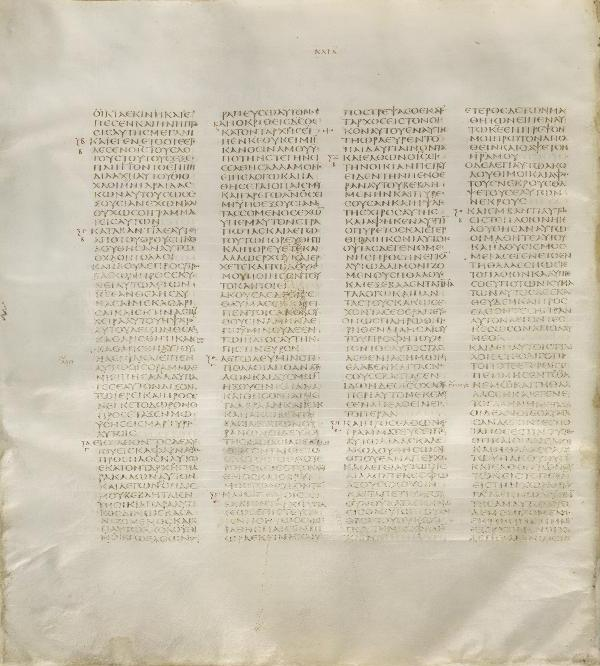
Codex Sinaiticus (c. 330-360), Matteo 7,27-8,28

Secondo il vescovo anglicano Charles Ellicott, comparandolo ai precedenti capitoli, "questo [capitolo] si basa essenzialmente sulle tentazioni che la vita [del cristiano] può incontrare quando le forme demoniache possano prevalere - col temperamento dei giudici da un lato, l'iprocrisia e il pericolo di non vedere la realtà".

## Versetti
- Matteo 7,1
- Matteo 7,2
- Matteo 7,3
- Matteo 7,4
- Matteo 7,5
- Matteo 7,6
- Matteo 7,7
- Matteo 7,8
- Matteo 7,9
- Matteo 7,10
- Matteo 7,11
- Matteo 7,12
- Matteo 7,13
- Matteo 7,14

- Matteo 7,15
- Matteo 7,16
- Matteo 7,17
- Matteo 7,18
- Matteo 7,19
- Matteo 7,20
- Matteo 7,21
- Matteo 7,22
- Matteo 7,23
- Matteo 7,24
- Matteo 7,25
- Matteo 7,26
- Matteo 7,27
- Matteo 7,28
- Matteo 7,29